# 長瀞藩
長瀞藩（日语：／ Nagatoro-han */?）是位於日本出羽國村山郡長瀞（現山形縣東根市大字長瀞）的藩，成立於寬政10年7月6日（1798年8月17日），石高是一萬一千石，明治2年11月1日（1869年12月3日）轉封至上總國山邊郡大網（現千葉縣大網白里市），改稱大網藩（日语：／ Ōami-han */?），明治4年2月17日（1871年4月6日）再轉封至常陸國河內郡龍崎（現茨城縣龍崎市），改稱龍崎藩（日语：／ Ryūgasaki-han */?），明治4年7月14日（1871年8月29日）廢藩置縣。藩廳分別是長瀞陣屋、大網陣屋和龍崎藩廳，沒有藩校，龍崎藩時代的人口是1,696戶9,167人。
江戶藩邸方面，長瀞藩的上屋敷位於愛宕下，距離大手22町（約2.4公里）處（現東京都港區新橋五丁目23番地），中屋敷位於麻布龍土（現港區六本木六丁目，現出雲大社東京分祠附近），下屋敷位於深川（現東京都江東區深川地域一帶）和代代木（現東京都澀谷區北部一帶）。此外，藏屋敷位於酒田湊。

## 歷史
寬政10年7月6日（1798年8月17日），武藏久喜藩主米津通政轉封至長瀞，城下石高約6,421石，其餘約5,700石分佈於武藏國、下總國、上總國以及常陸國，為無須參勤交代的定府大名，藩主、年寄、家老以及郡奉行等重臣均居於愛宕下的上屋敷，長瀞等地則由代官和下代負責。弘化3年（1846年）7月，新庄藩領鷹巢村、二藤袋村和本楯村變為幕府領，作為補償獲得武藏國埼玉郡內四村。嘉永7年1月24日（1854年2月21日），米津政懿死去後，由其養子米津政易（出羽庄內藩主酒井忠器十男）繼任，萬延元年5月9日（1860年6月27日）隱居，以其弟為養子而繼任藩主，即米津政明（忠器十一男），政明在慶應元年12月11日（1866年1月27日）隱居，由其子米津政敏繼位。
戊辰戰爭爆發後，長瀞藩作為奧羽諸藩未有參與奧羽列藩同盟，而是選擇協助奧羽鎮撫總督府。另一方面，由於政明是庄內藩主酒井忠篤的叔父，庄內藩為了其人身安全而將其帶走，在攻打天童藩後又在長瀞住宿一晚。此舉導致長瀞陣屋在慶應4年閏4月8日（1868年5月29日）遭到天童藩攻擊時被燒毀，其後奧羽列藩同盟成立，長瀞藩便由庄內藩負責管治。
明治2年11月1日（1869年12月3日），政敏從長瀞轉封至大網，在長瀞的領地在明治3年5月9日（1870年6月7日）被收回，同年12月25日（1871年2月14日）在埼玉郡的領地也被收回。其後在明治4年2月4日（1871年3月24日），由於大網也被收回，因此連同先前已被收回的領地，作為補償獲得原本由宮谷縣管轄的常陸國河內郡龍崎村、長峯村、半田村、薄倉村、大德村和入地村。同年2月17日（4月6日），政敏將藩廳設於龍崎村，直至廢藩置縣。

## 歷任藩主
| 大名家 | 家格          | 藩主     | 石高       |
| ------ | ------------- | -------- | ---------- |
| 米津氏 | 譜代大名 無城 | 米津通政 | 一萬一千石 |
| 米津氏 | 譜代大名 無城 | 米津政懿 | 一萬一千石 |
| 米津氏 | 譜代大名 無城 | 米津政易 | 一萬一千石 |
| 米津氏 | 譜代大名 無城 | 米津政明 | 一萬一千石 |
| 米津氏 | 譜代大名 無城 | 米津政敏 | 一萬一千石 |

## 領地
長瀞藩、大網藩和龍崎藩的領地如下，基於相給也有可能同時是皇室領、公家領、幕府領、其他藩領、旗本領或寺社領。
| 令制國 | 郡     | 町村數目 | 領地                                                     |
| 長瀞藩 | 長瀞藩 | 長瀞藩   | 長瀞藩                                                   |
| ------ | ------ | -------- | -------------------------------------------------------- |
| 羽前國 | 村山郡 | 4村      | 長瀞村、六澤村、上野畑村、原田村                         |
| 常陸國 | 真壁郡 | 2村      | 川澄村、橫島村                                           |
| 上總國 | 長柄郡 | 2村      | 弓渡村、谷本村                                           |
| 上總國 | 山邊郡 | 4村      | 南飯塚村、大網村、荻福田新田、北橫川村                   |
| 上總國 | 武射郡 | 3村      | 白升村、菱田村、蕪木村                                   |
| 下總國 | 豐田郡 | 3村      | 新堀村、大園木村、羽子村                                 |
| 下總國 | 千葉郡 | 1村      | 桑橋村                                                   |
| 下總國 | 埴生郡 | 1村      | 取香村                                                   |
| 下總國 | 岡田郡 | 1村      | 報恩寺村                                                 |
| 武藏國 | 多摩郡 | 6村      | 前澤村、神山村、門前村、下代繼村、上代繼村、乙津村       |
| 武藏國 | 埼玉郡 | 3村      | 上崎村、下村君村、發戶村                                 |
| 武藏國 | 新座郡 | 4村      | 小榑村、中澤村、十二天村、栗原村                         |
| 安房國 | 朝夷郡 | 1村      | 白濱村                                                   |
| 大網藩 |        |          |                                                          |
| 常陸國 | 真壁郡 | 2村      | 川澄村、橫島村                                           |
| 常陸國 | 河內郡 | 5村      | 龍崎村（龍ヶ崎村）、長峯村、半田村、薄倉村、大德村、入地村       |
| 上總國 | 長柄郡 | 2村      | 弓渡村、谷本村                                           |
| 上總國 | 山邊郡 | 4村      | 南飯塚村、大網村、荻福田新田、北橫川村                   |
| 上總國 | 武射郡 | 3村      | 白升村、菱田村、蕪木村                                   |
| 下總國 | 豐田郡 | 3村      | 新堀村、大園木村、羽子村                                 |
| 下總國 | 千葉郡 | 1村      | 桑橋村                                                   |
| 下總國 | 埴生郡 | 1村      | 取香村                                                   |
| 武藏國 | 多摩郡 | 6村      | 前澤村、神山村、門前村、下代繼村、上代繼村、乙津村       |
| 武藏國 | 新座郡 | 4村      | 小榑村、中澤村、十二天村、栗原村                         |
| 龍崎藩 |        |          |                                                          |
| 常陸國 | 河內郡 | 5村      | 龍崎村（龍ヶ崎村）、長峯村、半田村、薄倉村、大德村、入地村       |
| 下總國 | 豐田郡 | 3村      | 新堀村、大園木村、羽子村                                 |
| 武藏國 | 埼玉郡 | 5村      | 上崎村、下村君村、發戶村、下三田谷村（下三田ヶ谷村）、上三田谷村（上三田ヶ谷村） |
| 武藏國 | 多摩郡 | 6村      | 前澤村、神山村、門前村、下代繼村、上繼村、乙津村         |
| 武藏國 | 新座郡 | 2村      | 小榑村、片山村                                           |

## 外部連結
- . kotobank （日语）.